# Ferdinand Le Drogo
Ferdinand Le Drogo   (Pontivy, 10 d'octubre de 1903 - Gwened, 23 d'abril de 1976) fou un ciclista francès, que fou professional entre 1926 i 1937. Era germà del també ciclista Paul Le Drogo. En el seu palmarès com a ciclista professional destaquen dos campionats nacionals de ciclisme en ruta, el 1927 i 1928, una etapa al Tour de França de 1927 i el segon lloc al Campionat del Món de Ciclisme de 1931.

## Palmarès
- 1926
  - 1r del Tour de les Cornualles
  - 1r de la Nantes-Les Sables d'Olonne
  - 1r del Circuit dels Asos de l'Oest
- 1927
  -  Campió de França en ruta
  - Vencedor d'una etapa al Tour de França
  - Vencedor en dues etapes de la Volta a Catalunya
- 1928
  -  Campió de França en ruta
- 1930
  - 1r al Gran Premi de Poitiers
  - 1r a Châtellerault
- 1931
  - 1r a la Rennes-París-Rennes
  - 1r al Circuit d'Aulne
  - 1r a les 24 hores de Beziers amb André Leducq
  -  Medalla de plata al Campionat del Món de Ciclisme en ruta
- 1932
  - 1r al Circuit d'Aulne

### Resultats al Tour de França
- 1927. Abandona (9a etapa). Vencedor d'una etapa. Porta el mallot groc durant 1 etapa
- 1929. Abandona (9a etapa)